# Manosaht
Manosaht, jedno od manjih plemena Nootka Indijanaca, porodica Wakashan, nastanjeno na Hesquiat Pointu na zapadnoj obali kanadskog otoka Vancouver. Edward S. Curtis locira ih kod Sidney Inleta, i navodi da su već u njegovo vrijeme pomiješani s Hesquiaht i Ahousaht Indijacima, među kojima možda i danas imaju potomaka. 

## Vanjske poveznice
- Nooksak and Nootka Indians of Canada